# Tomamae
Tomamae (苫前町, Tomamae-chō) est un bourg du district de Tomamae, situé dans la sous-préfecture de Rumoi, sur l'île de Hokkaidō, au Japon.

## Géographie

### Situation
Le bourg de Haboro se trouve au bord de la mer du Japon, dans la sous-préfecture de Rumoi, sur l'île de Hokkaidō, au Japon.

### Démographie
Au 31 mars 2015, la population de Tomamae s'élevait à 3 375 habitants répartis sur une superficie de 454,60 km2.